# لیوایز
لِوی اشتراوس اند کو (به انگلیسی: Levi Strauss & Co) یک شرکت سهامی عام آمریکایی است که لباس‌های تولیدی آن در سراسر جهان با نام لِویز (به انگلیسی: Levi's) و در ایران لیوایز شناخته شده‌است که نام تجاری لباس‌های دنیم معروف به جین است. این شرکت در مارس ۱۸۵۳ توسط لوی اشتراوس بنیان گذاشته شد. او از بوتتنهایم در بایرن آلمان به سانفرانسیسکو در کالیفرنیا آمد تا شعبه‌ای از فروشگاه منسوجات برادر نیویورکی خود را در سواحل غربی آمریکا باز کند. لیوایز در قرن نوزده میلادی و در جریان تب جستجوی طلا در کالیفرنیا به عنوان شرکت فروشنده شلوارهای کارگری و محصولات دیگر آغاز به کار کرد.

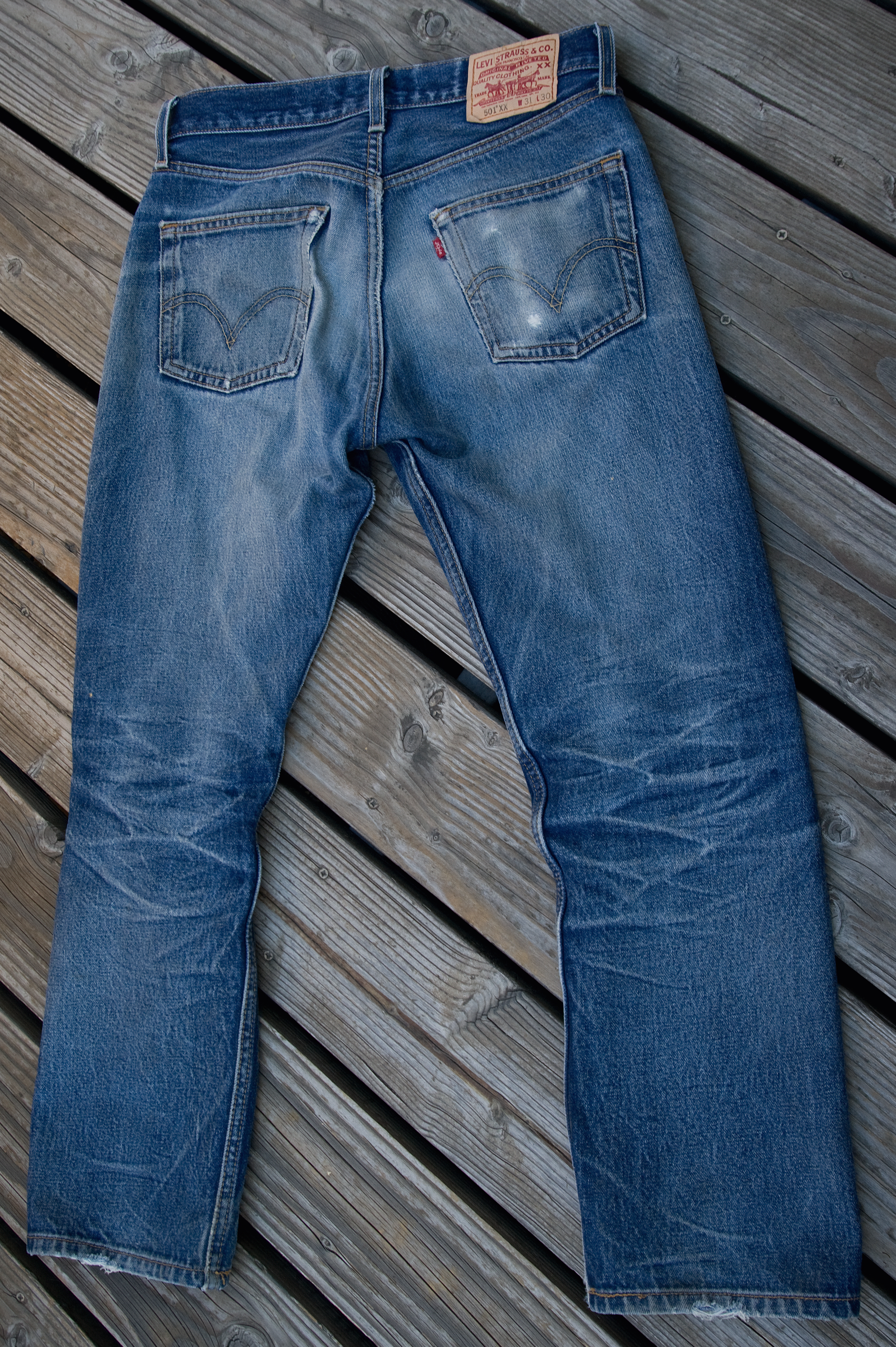
یک شلوار جین لیوایز

دفتر مرکزی این شرکت در لوی پلازا سانفرانسیسکو واقع است. محصولات این شرکت در بیش از ۱۱۰ کشور جهان به فروش می‌رسد و بیش از نیمی از فروش محصولاتش در سطح جهانی انجام می‌شود.

## تاریخچه
Levi Strauss مهاجر آلمانی تجارت تجاری خود را در آدرس خیابان ساکرامنتو ۹۰ در سانفرانسیسکو آغاز کرد و سپس مکان را به خیابان ساکرامنتو ۶۲ منتقل کرد. در سال ۱۸۵۸، این شرکت به‌عنوان واردکننده پوشاک Strauss, Levi (David Stern & Levis Strauss) و غیره. خیابان ۶۳ و ۶۵ ساکرامنتو (امروز، در محوطه فعلی لابی خیابان ساکرامنتو ۳۵۳) در سانفرانسیسکو ثبت شد. دایرکتوری با اشتراوس به عنوان مدیر فروش و برادر شوهرش، دیوید استرن، به عنوان مدیر آن. جیکوب دیویس، یک مهاجر لتونیایی، یک خیاط رنو، نوادا بود که اغلب پیچ و مهره‌های پارچه جین را از خانه عمده فروشی Levi Strauss & Co می‌خرید. پس از اینکه یکی از مشتریان دیویس به خرید پارچه‌ای برای تقویت شلوار پاره‌شده ادامه داد، به این فکر افتاد که از پرچ‌های مسی برای تقویت نقاط فشار مانند گوشه‌های جیب و پایه دکمه‌ها استفاده کند. دیویس پول لازم برای خرید حق ثبت اختراع را نداشت، بنابراین به اشتراوس نامه نوشت و پیشنهاد داد که با هم تجارت کنند. پس از اینکه اشتراوس پیشنهاد دیویس را پذیرفت، در ۲۰ می ۱۸۷۳، این دو مرد از اداره ثبت اختراع و علائم تجاری ایالات متحده اختراع ۱۳۹۱۲۱ را دریافت کردند. این پرچ ثبت شده بعداً در طراحی و تبلیغات جین شرکت گنجانده شد. برخلاف یک کمپین تبلیغاتی که نشان می‌داد لوی اشتراوس اولین شلوار جین خود را در طول هجوم طلا در کالیفرنیا (که در سال ۱۸۴۹ به اوج خود رسید) به معدنچیان طلا فروخت، تولید لباس‌های جین تنها در دهه ۱۸۷۰ آغاز شد. این شرکت اولین جفت جین لیوایز ۵۰۱ را در دهه ۱۸۹۰ ساخت.
شلوار جین مدرن در دهه ۱۹۲۰ ظاهر شد، اما فروش تا حد زیادی به کارگران غرب ایالات متحده، مانند گاوچران، چوب بران، و کارگران راه‌آهن محدود شد. شلوار جین لیوایز ظاهراً برای اولین بار در خلال شور و شوق مزرعه‌داری در دهه ۱۹۳۰ به شرق معرفی شد، زمانی که شرقی‌هایی که در تعطیلات به سر می‌بردند با داستان‌هایی (و معمولاً نمونه‌هایی) از شلوارهای سخت با پرچ به خانه بازگشتند. زمانی که شلوار جین آبی به عنوان یک کالای ضروری اعلام شد و فقط به افرادی که در کارهای دفاعی مشغول به کار بودند فروخته شد، تقویت دیگری در جنگ جهانی دوم اتفاق افتاد.
بین دهه‌های ۱۹۵۰ و ۱۹۸۰، شلوار جین لیوایز در میان طیف گسترده‌ای از خرده‌فرهنگ‌های جوانان، از جمله گریسر، مد، راکر، و هیپی محبوب شد. ۵۰۱های محبوب شرینک به فیت لیوایز در یک ترتیب اندازه منحصر به فرد فروخته شد. اندازه نشان داده شده به اندازه شلوار جین قبل از کوچک شدن اشاره دارد، و انقباض قابل توجهی بود. این شرکت هنوز هم این شلوار جین چروکیده و منحصر به فرد را تولید می‌کند. اگرچه افسانه‌های رایج (با حمایت بازاریابی شرکت) معتقدند که طرح اصلی بدون تغییر باقی مانده‌است، اما اینطور نیست: پرچ فاق و حلقه کمر در طول جنگ جهانی دوم برای مطابقت با الزامات هیئت تولید جنگ برای حفظ فلز برداشته شد و بعد از آن جایگزین نشد. جنگ. علاوه بر این، پرچ‌های جیب پشتی که از سال ۱۹۳۷ با پارچه جین پوشانده شده بودند، در دهه ۱۹۵۰ به دلیل شکایت‌هایی که روی مبلمان آنها خراشیده بود، به‌طور کامل برداشته شد.
از اوایل دهه ۱۹۶۰ تا اواسط دهه ۱۹۷۰، لوی اشتراوس رشد قابل توجهی را در تجارت خود تجربه کرد، زیرا ظاهر معمولی دهه‌های ۱۹۶۰ و ۱۹۷۰ باعث ایجاد «شوق شلوار جین آبی» شد و به عنوان یک کاتالیزور برای این برند عمل کرد. لیوایز، تحت رهبری والتر هاس، پیتر هاس پدر، پل گلاسکو، و جورج پی سیمپکینز پدر، خط لباس این شرکت را با اضافه کردن مدها و مدل‌های جدید، از جمله شلوار جین سنگ‌شسته از طریق خرید شرکت بزرگ وسترن گارمنت، گسترش داد. GWG)، تولیدکننده پوشاک کانادایی. این خرید منجر به معرفی تکنیک مدرن «شستن سنگ» شد که هنوز توسط لوی اشتراوس استفاده می‌شود. Simpkins با افزایش بی‌سابقه ظرفیت تولید خود از ۱۶ کارخانه به بیش از ۶۳ کارخانه در ایالات متحده از سال ۱۹۶۴ تا ۱۹۷۴ و ۲۳ کارخانه در خارج از کشور اعتبار دارد. گسترش Levi تحت عنوان Simpkins بدون حتی یک کارمند اتحادیه انجام شد، در نتیجه موضع قوی لیوایز و خانواده هاس در مورد حقوق بشر و استفاده Simpkins از تولید «پرداخت برای عملکرد» از سطح اپراتور چرخ خیاطی به بالا انجام شد. در نتیجه، کارخانه‌های لیوایز به عنوان بالاترین عملکرد، بهترین سازمان‌دهی و تمیزترین تأسیسات نساجی زمان خود انتخاب شدند. از یک شرکت با پانزده فروشنده، دو کارخانه، و تقریباً هیچ تجارتی در شرق می‌سی‌سی‌پی در سال ۱۹۴۶، سازمان بیش از ۳۰ سال رشد کرد و دارای نیروی فروش بیش از ۲۲۰۰۰ نفر با ۵۰ کارخانه و دفتر در ۳۵ کشور بود.
در دهه ۱۹۸۰، شرکت حدود ۶۰ کارخانه تولیدی خود را به دلیل مشکلات مالی و رقابت شدید تعطیل کرد.
نام تجاری Dockers که در سال ۱۹۸۶ راه اندازی شد و عمدتاً از طریق فروشگاه‌های زنجیره ای به فروش می‌رسد، به رشد شرکت در اواسط دهه ۱۹۹۰ کمک کرد، زیرا فروش جین شروع به کم رنگ شدن کرد. داکرها در سال ۱۹۹۶ به اروپا معرفی شدند و توسط مدیر عامل خورخه باردینا هدایت شدند. لوی استراوس در سال ۲۰۰۴ تلاش کرد تا بخش Dockers را بفروشد تا بخشی از بدهی ۲٫۶ میلیارد دلاری شرکت را کاهش دهد.
در دهه ۱۹۹۰، لیوایز با رقابت سایر برندها و محصولات ارزان‌تر خارج از کشور مواجه شد و سرعت تعطیلی کارخانه‌های خود در ایالات متحده و استفاده از قراردادهای پیمانکاری فرعی دریایی را تسریع بخشید. در سال ۱۹۹۱، لوی اشتراوس در رسوایی مربوط به شلوارهای ساخته شده در جزایر ماریانای شمالی دخیل شد: حدود ۳ درصد از شلوارهای جین لیوایز که سالانه با برچسب Made in the USA فروخته می‌شد، نشان داده شد [توسط چه کسی؟] توسط کارگران چینی ساخته شده‌است. وزارت کار ایالات متحده شرایط را «برده مانند» نامید. از سال ۲۰۱۶، اکثر شلوارهای جین لیوایز در خارج از ایالات متحده تولید می‌شوند، اگرچه تعداد کمی از مدل‌های گران‌قیمت تر هنوز در ایالات متحده ساخته می‌شوند.
شرکت تان هلدینگ، پیمانکار فرعی ماریاناس لوی اشتراوس که در آن زمان بزرگ‌ترین جریمه در تاریخ نیروی کار ایالات متحده بود، پرداخت کرد که در آن زمان بزرگ‌ترین جریمه در تاریخ کار ایالات متحده بود. بیش از ۹ میلیون دلار جبران خسارت به حدود ۱۲۰۰ کارمند. لوی اشتراوس ادعا کرد که هیچ اطلاعی از این تخلفات ندارد، روابط خود را با خانواده تان قطع کرد و اصلاحات کار و شیوه‌های بازرسی را در تأسیسات دریایی خود به اجرا گذاشت.
گروه فعال Fuerza Unida (نیروی متحد) پس از تعطیلی کارخانه ای در سن آنتونیو، تگزاس در ژانویه ۱۹۹۰، تشکیل شد که در آن ۱۱۵۰ خیاط، که برخی از آنها چندین دهه برای Levi Strauss کار کرده بودند، شاهد صادرات مشاغل خود به کاستاریکا بودند. در اواسط و اواخر دهه ۱۹۹۰، Fuerza Unida در مقر Levi Strauss در سانفرانسیسکو اعتصاب غذا و تحصن در اعتراض به سیاست‌های کارگری شرکت برگزار کرد.
این شرکت در فوریه ۱۹۹۶ بدهی چند میلیارد دلاری را برای کمک به تأمین مالی یک سری خریدهای اهرمی سهام در میان اعضای خانواده به عهده گرفت. سهام در سهام لوی اشتراوس، در آن زمان، به صورت عمومی معامله نمی‌شد. این شرکت از سال ۲۰۱۶ تقریباً به‌طور کامل متعلق به نوادگان غیرمستقیم و اقوام وثیقه لوی اشتراوس بود، که چهار برادرزاده آنها پس از مرگ عموی خود در سال ۱۹۰۲، شرکت کالاهای خشک سانفرانسیسکو را به ارث بردند. اوراق قرضه این شرکت و همچنین سهام شرکت ژاپنی وابسته به Levi Strauss Japan K.K.
در ژوئن ۱۹۹۶، این شرکت پیشنهاد داد که به کارگران خود سود غیرمعمولی تا ۷۵۰ میلیون دلار در مدت شش سال پرداخت کند، زیرا طرح سهام کارکنان را در زمان خرید داخلی خانواده متوقف کرده بود. با این حال، شرکت نتوانست اهداف جریان نقدی را تعیین کند، و هیچ سود سهام کارگران پرداخت نشد.
فروش سالانه این برند در سال ۱۹۹۷ افزایش یافت و به ۷٫۱ میلیارد دلار رسید.

## تأثیر فرهنگی
لیوایز توسط افراد مختلف از معدنچیان تا بازیگران از جمله دریافت کنندگان جایزه نوبل پوشیده شده‌است. مارلون براندو و آلبرت انیشتین لباس لیوایز را پوشیدند و ژاکت چرمی اینشتین توسط Levi Strauss & Co در دهه ۱۹۳۰ ساخته شد و در ژوئیه ۲۰۱۶ در خانه حراج کریستی به قیمت ۱۱۰۵۰۰ پوند فروخته شد.
لیوایز از چندین تکنیک برای حذف رقبا از حوزه خود استفاده می‌کند، هم در پوشاک و هم در تبلیغات و حضور در فروشگاه. در میان تکنیک‌های دیگر، الگوهای دوخته شده و برچسب‌های لباس آن را از محصولات رقیب متمایز می‌کند. همچنین چندین علامت کلمه مانند "لیوایز"، "Red Tab", "Orange Tab", "Silvertab"، "۵۰۱"، "۵۰۵"، "۵۱۷"، "۵۵۰"، "۵۶۹" و "Dockers" را محصور کرده‌است. در مجموع، اینها بخشی از آنچه را که می‌توان تجربه لوی نامید را تشکیل می‌دهد. به عنوان مثال، لیوایز از سال ۱۸۷۳ از "طراحی کمانی" خود در جیب‌های پشت شلوار جین خود استفاده کرده‌است. در سال ۱۹۴۳، این شرکت این طرح را به عنوان یک علامت تجاری در USPTO به ثبت رساند. طراحی قوسی یکی از روش‌هایی است که برای حذف رقابت در زمینه پوشاک و سایر روش‌ها استفاده می‌کند. لیوایز تا سال ۲۰۱۹ این طرح را در بیش از ۱۰۰ حوزه قضایی علامت تجاری گذاشته بود.

## ساختار شرکت و کارکنان
لیوایز یک شرکت جهانی است که در سه بخش جغرافیایی سازمان یافته‌است: Levi Strauss Americas (LSA)، که دفتر مرکزی آن در سانفرانسیسکو است. لوی اشتراوس اروپا (LSE)، مستقر در بروکسل؛ و Levi Strauss آسیا و اقیانوسیه، خاورمیانه و آفریقا (LSAMA)، مستقر در سنگاپور. این شرکت تقریباً ۱۶۰۰۰ کارمند در سراسر جهان استخدام می‌کند.
استراوس پس از مرگش در سال ۱۹۰۲، شرکت را به برادرزاده‌هایش، پسران دیوید استرن، واگذار کرد. خانواده استرن هاس تا زمانی که برای اولین بار در سال ۱۹۷۱ عمومی شد. در فوریه ۲۰۱۹، این شرکت برای عرضه اولیه عمومی به کمیسیون بورس و اوراق بهادار ایالات متحده درخواست داد تا در بورس نیویورک تحت نماد تیک تیک LEVI معامله شود. لوی استراوس برای دومین بار در تاریخ خود در ۲۱ مارس ۲۰۱۹ با قیمت ۱۷ دلار به ازای هر سهم عرضه شد.
این شرکت همچنین به دلیل ترویج علل مترقی شناخته شده‌است. آنها یکی از اولین مؤسسات بخش خصوصی برای حمایت از اهداف LGBTQ بودند و در طول مبارزات انتخاباتی ریاست جمهوری ۲۰۱۶ یک میلیون دلار برای حمایت از مهاجرت و حقوق LGBTQ اهدا کردند. در سال ۲۰۱۸، چیپ برگ، مدیر عامل شرکت، مقاله ای را در مجله فورچون منتشر کرد که در آن علیه خشونت با اسلحه صحبت می‌کرد.
در چند ماه اول همه‌گیری COVID-19، این شرکت ۶۲ درصد کاهش فروش را تجربه کرد و زیان ۳۶۴ میلیون دلاری را به ثبت رساند. رهبری شرکت با کاهش ۷۰۰ شغل اداری به امید صرفه جویی ۱۰۰ میلیون دلاری در هزینه‌ها پاسخ داد.

## محصولات فعلی

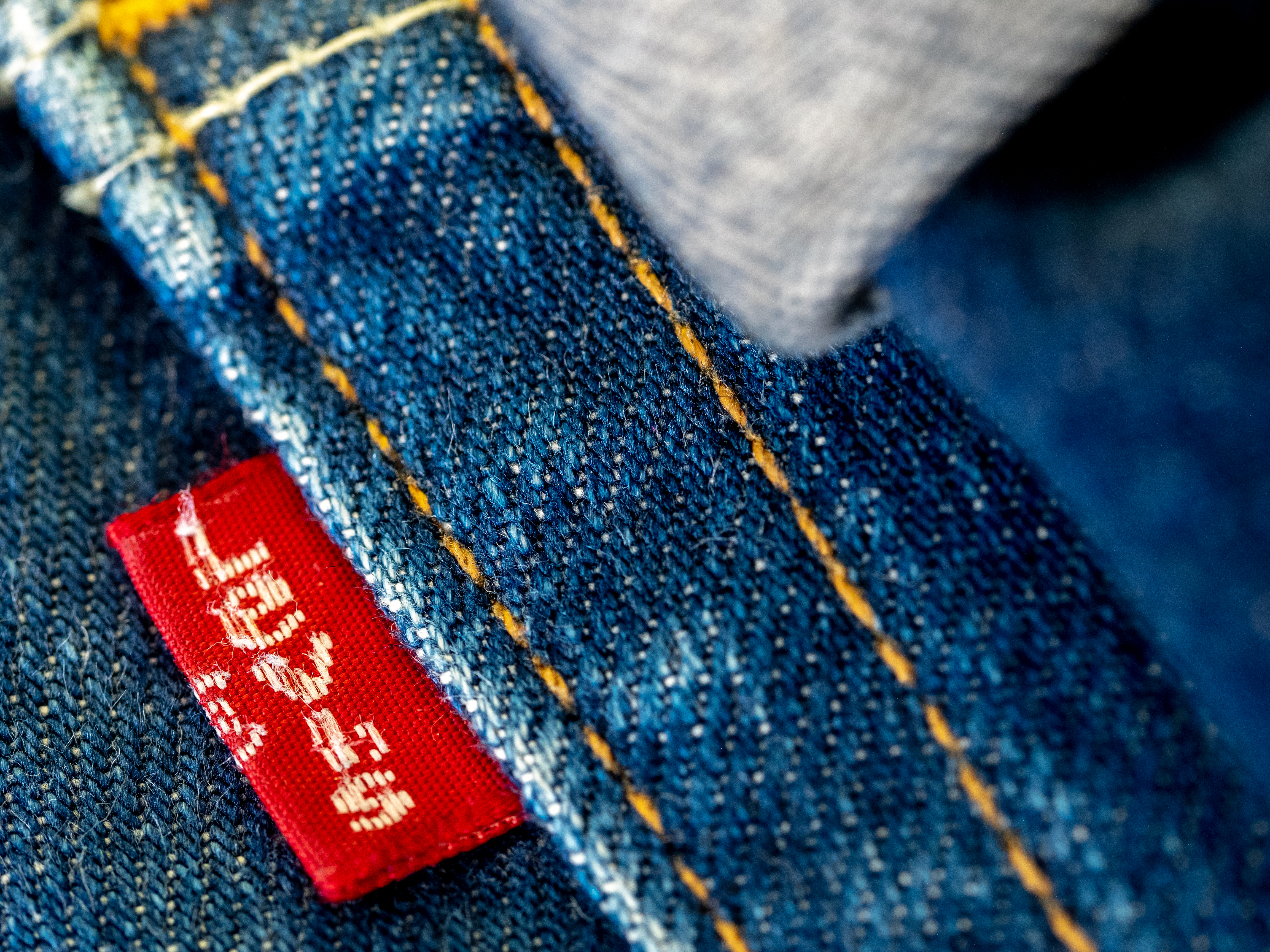
یک شلوار با مارک لیوای اشتراوس اند کو

از سال ۲۰۱۹، اکثریت قریب به اتفاق Levi's در خارج از کشور در تعدادی از کشورهای در حال توسعه مانند هند، سریلانکا، ویتنام و اندونزی به دلیل در دسترس بودن نیروی کار ارزان و مواد خام ساخته شده‌است. با این حال، برخی از سبک‌ها در خطوط "Levi's Premium" و "Levi's Vintage Clothing" در ایالات متحده ساخته شده‌اند. این شرکت بسیار بیشتر از شلوار جین، از جمله خطوط کامل پیراهن، ژاکت، ژاکت، لباس زیر، جوراب، عینک، لوازم جانبی، کفش، لباس، دامن، و محصولات چرمی تولید می‌کند. همه شلوارهای جین و شلوار بر اساس تناسب طبقه‌بندی می‌شوند - لاغر، باریک، صاف، بوت‌کات، مخروطی، راحت، گشاد، و "بزرگ و بلند" - که با اعداد سه رقمی علامت تجاری مشخص می‌شوند. ۵۰۱، طراحی مدرن اصلی این شرکت، در سبک‌های مردانه و زنانه موجود است. بقیه سری‌های ۵۰۰ برای آقایان و سری‌های ۳۰۰، ۴۰۰، ۷۰۰ و ۸۰۰ برای خانم‌ها طراحی شده‌اند.